# Louis Panormo
Louis Panormo (1784 – 1862) fue un destacado lutier inglés del siglo XIX, reconocido por sus guitarras clásicas, que estuvieron entre las primeras fabricadas en Inglaterra a la manera del diseño español. 
A menudo considerado como el "único fabricante de guitarras inglés de la época que hacía guitarras al estilo español", Panormo jugó un papel importante en la popularización de las guitarras de estilo español en Gran Bretaña durante el Romanticismo temprano.  
Sus guitarras fueron tocadas por músicos destacados como Fernando Sor y Trinidad Huerta.

## Primeros años
Louis Panormo nació en Italia en 1784, en una familia de músicos y fabricantes de instrumentos. Su padre, Vincenzo Panormo, era un fabricante de violines que se había formado en Nápoles y trabajado en París, para luego establecerse en Inglaterra en 1789, probablemente con sus cuatro hijos. Luis era el más joven de ellos.
El apellido Panormo era originalmente Panormus, una forma latinizada del nombre de Palermo, Sicilia, lo que sugiere sus orígenes sicilianos.

## Carrera
Louis Panormo comenzó a trabajar como luthier a principios del siglo XIX, produciendo violines, violonchelos y guitarras. Abrió su primer taller en High Street, Bloomsbury, el 7 de febrero de 1817. Aunque inicialmente siguió los pasos de su padre en la fabricación de violines, finalmente se centró sólo en la construcción de guitarras, por la que se hizo más famoso.
Sus guitarras estaban fuertemente influenciadas por lutiers españoles como Antonio de Torres. A diferencia de muchos fabricantes de guitarras ingleses de la época que construían instrumentos al estilo francés, Panormo adoptó características españolas clave, como refuerzos en abanico, tablas de resonancia más grandes y diapasones más anchos. Esto le dio a sus guitarras un tono más completo y una proyección mejorada, características que las hicieron muy buscadas por músicos tanto aficionados como profesionales.
Las etiquetas de las guitarras fabricadas por Panormo a menudo dicen: "Louis Panormo: el único fabricante de guitarras de estilo español" o frases similares. Su taller estaba ubicado en varias direcciones de Londres, incluidas Bloomsbury y High Holborn.
El guitarrista español Trinidad Huerta llegó a Londres en 1827 y, durante su estancia allí, actuó con una guitarra fabricada por Panormo. La asociación fue mutuamente beneficiosa: Huerta obtuvo un instrumento de alta calidad y los instrumentos de Panormo recibieron una mayor visibilidad. Posteriormente, Panormo publicó Divertimentos de Huerta, que fueron dedicados por Huerta a su alumna Angelina, hija de Panormo. En 1828, Huerta se casó con Angelina, quien en ese momento tenía 17 años.

## Influencia y legado
El trabajo de Louis Panormo tuvo una influencia duradera en la fabricación de guitarras en Gran Bretaña. Sus instrumentos están considerados entre los mejores ejemplos tempranos de guitarras de estilo español fabricadas fuera de España. Hoy en día, son valoradas por coleccionistas e intérpretes por su importancia histórica y calidad tonal.
Los lutiers e historiadores modernos a menudo hacen referencia a los instrumentos de Panormo como un puente entre la artesanía tradicional inglesa y las innovaciones españolas que luego se convertirían en estándar en el diseño de guitarras clásicas.

## Muerte
Louis Panormo murió en Londres en 1862. Su legado sigue vivo a través de los instrumentos que sobreviven y la influencia que tuvo en la fabricación de guitarras en Gran Bretaña en el siglo XIX.